# Ladytron
Lejditron (engl. Ladytron) je engleski elektro/indi-pop bend iz Liverpula. Grupu čine četiri člana: Helen Marni (engl. Helen Marnie) iz Škotske, Danijel Hant (engl. Daniel Hunt) i Ruben Vu (engl. Ruben Wu) iz Engleske, i Mira Arojo (bug. Мира Аройо) iz Bugarske. Bend je osnovan u leto 1999. godine u Liverpulu, kada su se muzičari i didžejevi Ruben Vu i Daniel Hant upoznali sa pevačkim duetom Helen Marni iz Glazgova i Mirom Arojo iz Sofije. Ime benda je uzeto po nazivu istoimene pesme Roksi Mjuzika (engl. Roxy Music).

## Muzika
Njihov debi album, pod nazivom 604, nastao je 2001. godine u izdanju Emperor Norton/Invicta HIFI. Singl Playgirl privukao je veliku pažnju i bendu doneo domaću i međunarodnu popularnost. Drugi album, , nastao je samo godinu dana kasnije i eksplozivno osvajao veliku publiku svojim andergraund hitovima Seventeen, Evil i Blue Jeans. Posle uspešno prihvaćenog albuma, usledila je turneja duga 18 meseci koja se završila idejama za novi album. Treći album, , nastao je 2005. Na njemu su se izdvojili veliki hitovi Sugar i Destroy Everything You Touch. Bend je sa ovim hitovima nagrađivan 5 puta na top listama NME. Četvrti studijski album, završen je u februaru 2008. godine. Nakon što je dospeo među najboljih 40, samo dve nedelje posle objavljivanja na iTunesu, 3. juna album je izdat širom sveta. Spot za pesmu Velocifero je snimljen u Parizu, gde su producentski posao prepustili Alesandru Kortini (ital. Alessandro Cortini), koji je sarađivao s bendovima i izvođačima kao što su Modwheelmood, Nine Inch Nails i Vicarious Bliss (Justice, DJ Mehdi) što se na svetskim top listama pokazalo kao veoma uspešna saradnja. Ovaj album je bendu doneo najveći uspeh do sada.

## Stil
Lejditron pravi mešavinu elektropopa i novog talasa, koristeći sada već zastarelu analognu opremu ne bi li postigli svoj prepoznatljiv zvuk. Na osnovu dosadašnja četiri albuma, Lejditron se fokusira na balans između pop-struktura i analogno-digitalno obrađenog elektronskog zvuka, uz još neke eksperimentalne sklonosti sa primesama psihodeličnih elemenata. Sva četiri člana pišu drugačije pesme, što doprinosi elektronskoj muzici na njihovim albumima. Treći album Witching hour uneo je poboljšanje zvuka u bend, što je nagrađeno pozitivnim komentarom na Pičvork (engl. Pitcfork) websajtu kao „kvantni skok“..

## Turneje
Bend od samog početka svoje karijere, pa sve do danas ima iza sebe veliki broj turneja i koncerata. Još od objavljivanja prvog albuma Light & Magic, pa sve do Witching Hour i Velocifero, njihova publika ih pamti na mnogobrojinm internacionalnim koncertima. Takođe, imali su i retku priliku da su učestvovali kao stalni gosti Soulvoksa (engl. Soulwax) na turneji 2001, sa Bjork 2003, i širom cele Evrope gostovali na otvaranju svakog koncerta benda Nine Inch Nails početkom 2007. Danijel Hant, Mira Arojo i Ruben Vu takođe grade svoje didžej karijere puštajući muziku po raznim klubovima širom sveta. Turneja Velocifero je njihova najduža turneja, sa velikim brojem lokacija uz koju su nastupali pred, do sada, najvećim brojem ljudi.

## Remiksi
Bend Lejditron je u svojoj dosadašnjoj karijeri sarađivao sa raznim muzičarima koji su im pomagali u razvitku karijere. Pored toga, radili su produkciju za razne bendove, soliste i di-džejeve kao što su: Plasibo, Blondi (engl. Blondie), Geng ov four (engl. Gang of Four), Dejvid Gan, Goldfrap (engl. Godlfrapp), Blok Parti (engl. Block Party), Kingz ov konvins (engl. Kings of convince), Indošin (engl. Indochine), Apoptigma Brzrk (engl. Apoptygma Berzerk), Ši vonts rivendž (engl. She wants revenge), Soulvoks (engl. Soulwax), Najn inč nejls (engl. Nine inch nails), Simijan (engl. Simian).

## 2009. godina
Od početka 2009. godine, počela je saradnja benda sa svetski poznatom pevačicom Kristinom Agilerom na njenom novom albumu zvanom Light&Darkness na kom su takođe sarađivali i Sija Furler (engl. Sia Furler) kao i Goldfrap. Krajem leta 2009, Lejditron završava svoju Velocifero turneju, što je kulminiralo glavnim nastupom u Sidnejskoj operi kao učesnih Luminos festivala (engl. Luminous festival) sa Brajanom Enom (engl. Brian Eno).
Singl Destroy Everything You Touch je korišćen kao muzička pozadina u dokumentarnom filmu The September Issue, dok je singl Ghosts iskorišćen za nekoliko popularnih video-igrica kao što su: NBA Live 09, Sims 3 i Need for speed undercover.

## Diskografija

### Studijski albumi
- (2001)
- (2002)
- (2005)
- (2008)
- (2011)
- (2019)

### Kompilacije
- (1999), Bambini samo za Japansko tržište
- (2000)
- (2003)
- (2006)

### Singlovi
- (1999)
- (2000)
- (2000)
- (2001)
- (Remix) (2001)
- (2002)
- (2003)
- (2003)
- (2005)
- (2005)
- (US Only) (2005)
- (2008)
- (2008)
- (2009)
- (2011)
- (2011)
- (2011)
- (2011)
- (2018)
- (2018)
- (2018)
- (2019)
- (2022)

### Video spotovi
| Godina | Pesma                            | Režiser                   | Album                      |
| ------ | -------------------------------- | ------------------------- | -------------------------- |
| 2000   | Plejgrl (engl. )                 | Džejms Salter/Nejl Meklin | 604                        |
| 2003   | Seventin (engl. )                | Dejvid Šador              | Lajt end Medžik (engl. )   |
| 2003   | Ivl (engl.) (engl. )             | Skot Lion                 | Lajt end Medžik (engl. )   |
| 2003   | Ivl (amer.) (engl. )             | Džejms Salter/Nejl Meklin | Lajt end Medžik (engl. )   |
| 2003   | Blu džins (engl. )               | Džejms Salter/Nejl Meklin | Lajt end Medžik (engl. )   |
| 2005   | Šugar (engl. )                   | Endi Roberts              | Vičing Aur (engl. )        |
| 2005   | Distroj evriting ju tač (engl. ) | Adam Bartli               | Vičing Aur (engl. )        |
| 2008   | Goust (engl. )                   | Džozef Kan                | Velosifero (engl. )        |
| 2008   | Ranavej (engl. )                 | Majk Šarp/Barni Stil      | Velosifero (engl. )        |
| 2009   | Tumorou (engl. )                 | Nil Krug                  | Velosifero (engl. )        |
| 2011   | Ejs of herc (engl. )             | Čino Moja                 | Graviti d seduser (engl. ) |
| 2011   | Vajt elefant (engl. )            | Mikele Čiveta             | Graviti d seduser (engl. ) |
| 2011   | Miraž (engl. )                   | Majkl Šerington           | Graviti d seduser (engl. ) |
| 2018   | Animals (engl. )                 | Fernando Nogari           | Lejditron (engl. )         |
| 2018   | Ajland (engl. )                  | Brajan M. Ferguson        | Lejditron (engl. )         |
| 2019   | Dedzon (engl. )                  | Brajan M. Ferguson        | Lejditron (engl. )         |
| 2020   | Tauer of glas (engl. )           | Manuel Nogeira            | Lejditron (engl. )         |
| 2022   | Siti of ejndžels (engl. )        | Manuel Nogeira            | Tajms arou (engl. )        |

## Spoljašnje veze
- Zvanični sajt